# 安全永楽交通
安全永楽交通株式会社（あんぜんえいらくこうつう）は、北海道札幌市手稲区西宮の沢に本社を置くタクシー会社である。

## 沿革
- 1961年（昭和36年）5月27日 -札幌市で 安全タクシー株式会社設立。
- 1966年（昭和41年）2月 - 永楽観光バスを、雄別炭礦の出資のもと、札幌市にて設立[1]。
- 1971年（昭和46年）7月 - 永楽観光バスを系列化[2]し、同年11月に事業所を札幌市厚別町旭町に移転。
- 1972年（昭和47年）8月 - 永楽観光バスが苫小牧営業所を開設。
- 1973年（昭和48年） - 安全タクシー本社を現在地に移転。
- 1981年（昭和56年）5月 - 江別交通を系列化。
- 1985年（昭和60年）11月 - 安全タクシー株式会社と永楽観光バス株式会社が合併、現社名に変更。事業所を宮の沢に一本化。
- 1987年（昭和62年）10月 -  江別交通と合併し、江別支店を開設。
- 1993年（平成5年）11月 - 本社新社屋完成。
- 2010年（平成22年）11月1日 - 永楽観光バス以来続けてきた貸切バス事業を廃止。

## 事業所
本社
北海道札幌市手稲区西宮の沢2条1丁目6-39
- 貸切バス事業廃止まではバス事業部を併設しており、札幌運輸支局管内での発着が認められていた。

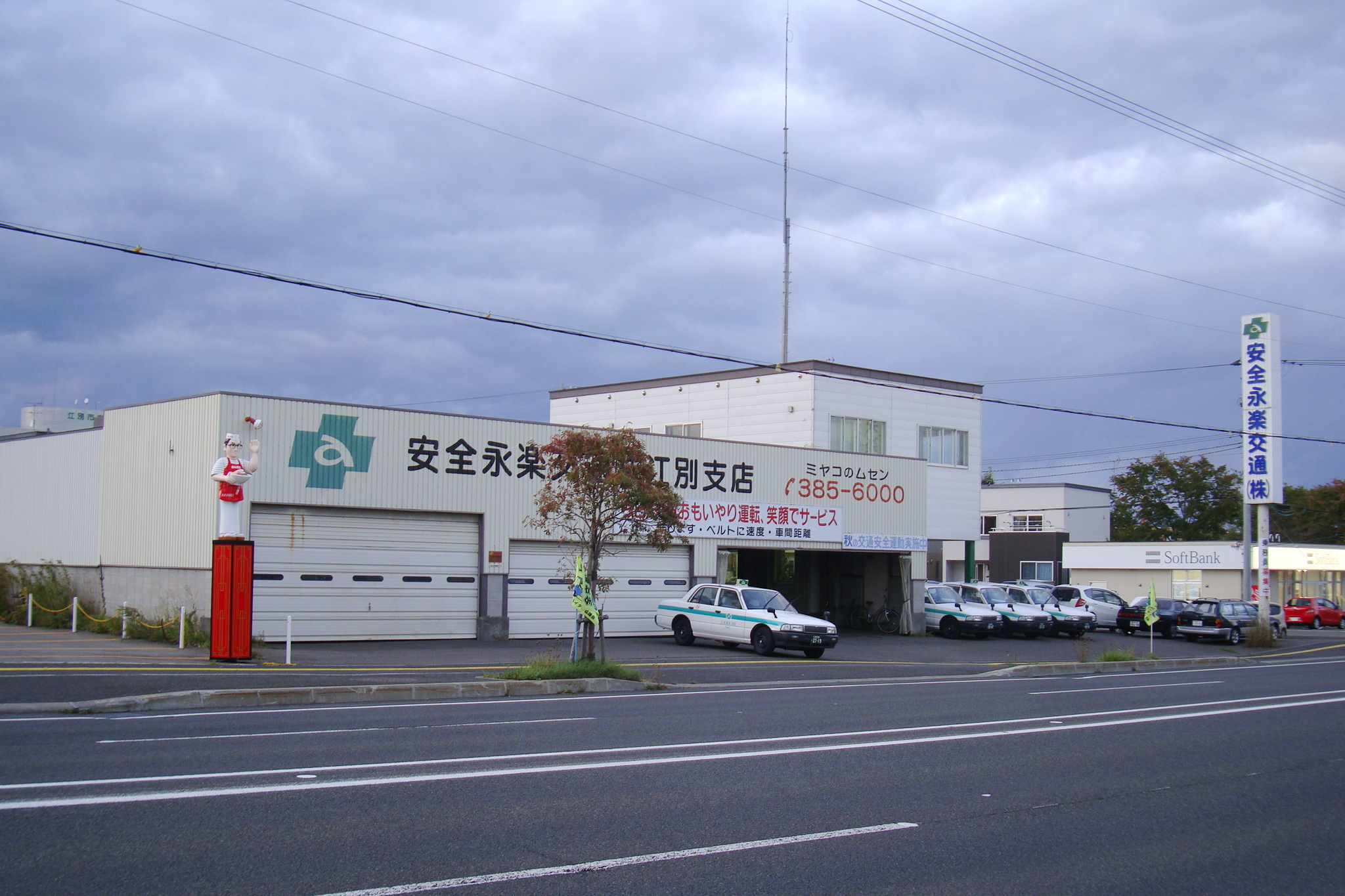
江別支店
北海道江別市一番町23-1

## 車両
タクシーは普通車を107台、ジャンボタクシーを1台所有する。設立以来、日産・ブルーバード→クルーを採用してきたが、2009年にクルーが生産終了したため、トヨタ・コンフォートに置き換えられた。バスは事業廃止時点で大型35台、小型1台を所有していた。

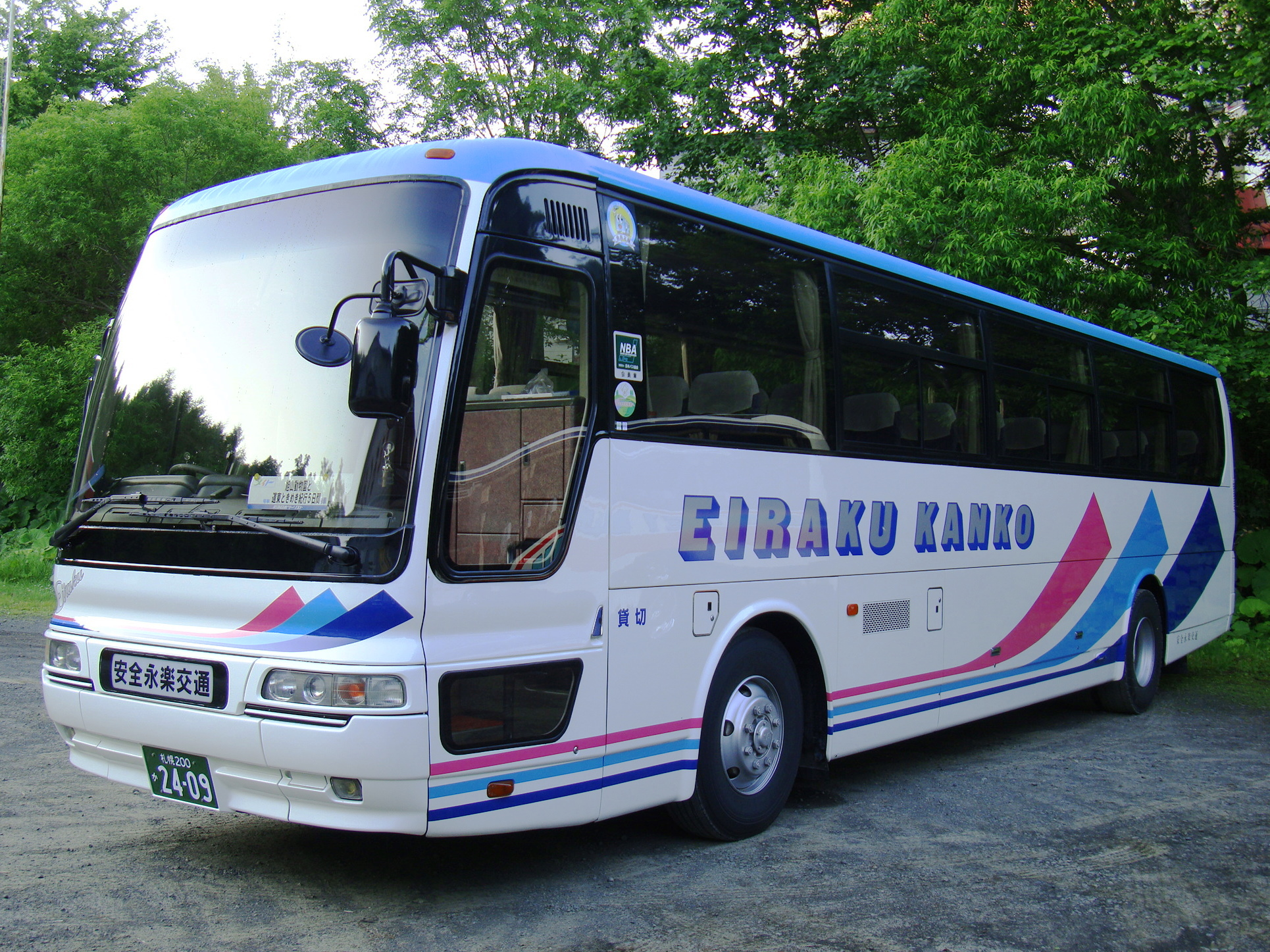
貸切バス
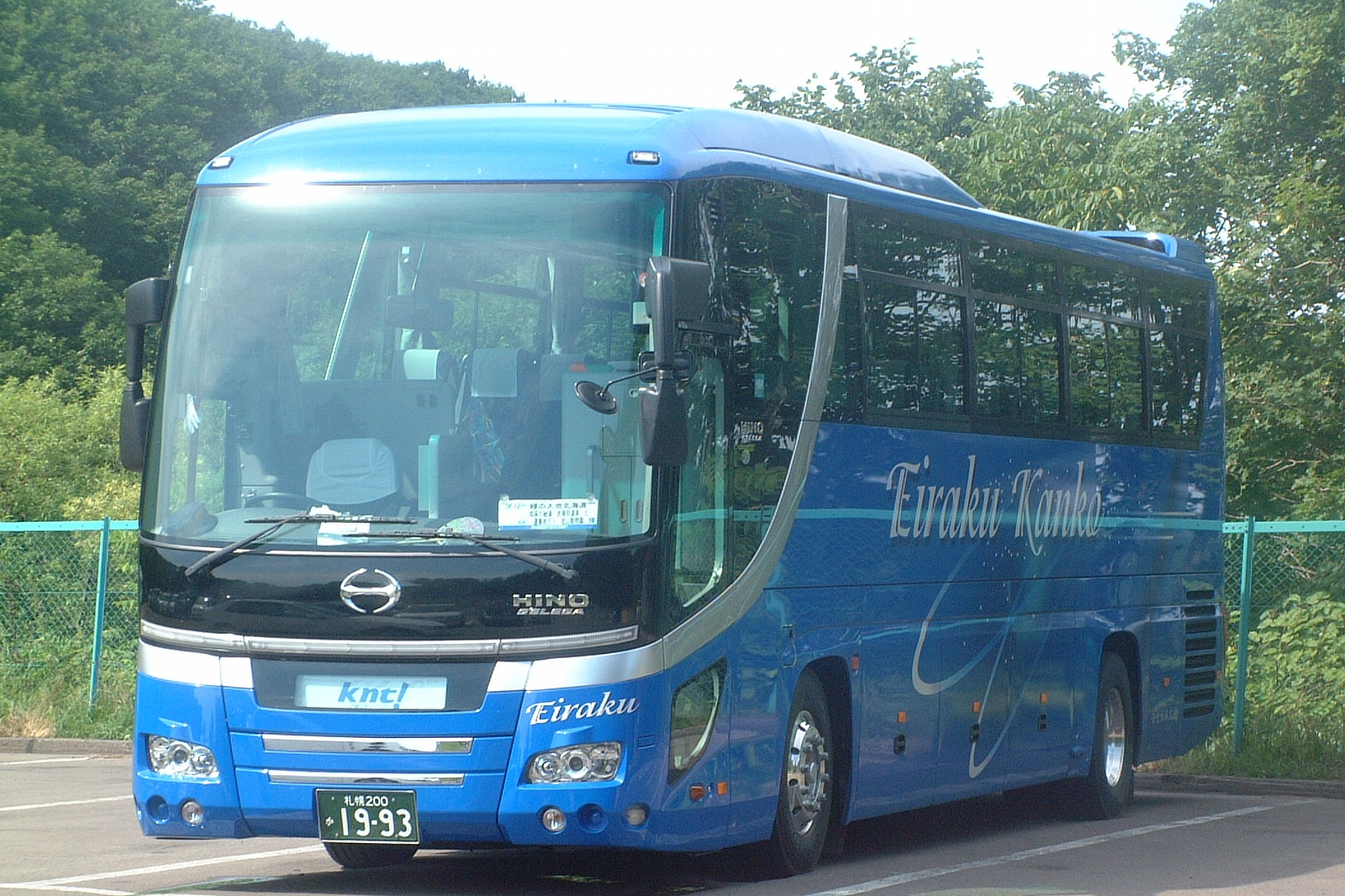